# 2011-es svéd labdarúgókupa
A 2011-es svéd labdarúgókupa vagy röviden 2011-es svéd kupa (svédül Svenska Cupen) Svédország második legrangosabb labdarúgótornája, melyet 56. alkalommal rendeztek meg. A trófeáért folyó küzdelem főtábláján 2011. március 5-én játszották az első mérkőzést, míg a döntőt október 29-én rendezik. A versenysorozat győztese a 2012–2013-as Európa-liga 2. selejtezőkörében indulhat. A címvédő a Helsingborgs IF.

## 1. forduló
Az előselejtezők 26 győztes csapatához ebben a körben csatlakozott a 2011-es svéd harmadosztály 12 csapata, a Qviding FIF kivételével a 2010-es harmadosztályú pontvadászat két feljutója, illetve a 2010-es svéd másodosztály 8 legrosszabb helyén végzett csapata. A mérkőzéseket 2011. március 16-a és április 5-e között rendezték. A továbbjutásról egy mérkőzés döntött. Amennyiben a rendes játékidő döntetlennel ért véget, úgy 2 x 15 perces hosszabbítást, majd büntetőpárbajokat rendeztek.
| 1. csapat                  | Eredmény                     | 2. csapat                  |
| -------------------------- | ---------------------------- | -------------------------- |
| Höllvikens GIF (IV. o.)    | 1–5                          | Ängelholms FF (II. o.)     |
| GIF Nike (IV. o.)          | 1–4                          | Lunds BK (III. o.)         |
| Oskarshamns AIK (V. o.)    | 3–3 (h.u.) (11-esekkel: 4–3) | Smedby (IV. o.)            |
| Onsala BK (VII. o.)        | 0–3                          | Lindome GIF (IV. o.)       |
| Akropolis (III. o.)        | 3–3 (h.u.) (11-esekkel: 4–2) | Valsta Syrianska (III. o.) |
| Enskede IK (IV. o.)        | 1–0                          | Hammarby Talang (III. o.)  |
| IFK Mariestad (V. o.)      | 0–8                          | Degerfors IF (IV. o.)      |
| Kristianstads FF (III. o.) | 0–3                          | IFK Värnamo (II. o.)       |
| Vasalunds IF (III. o.)     | 4–0                          | Sollentuna United (IV. o.) |
| Melleruds IF (IX. o.)      | 1–6                          | Karlstad BK (III. o.)      |
| BKV Norrtälje (IV. o.)     | 2–1                          | IK Sleipner (III. o.)      |
| Högaborgs BK (IV. o.)      | 0–4                          | Limhamn Bunkeflo (III. o.) |
| Älmhults IF (V. o.)        | 1–0                          | Sölvesborgs GoIF (IV. o.)  |
| Hudiksvalls ABK (IV. o.)   | 0–3                          | Brage (II. o.)             |
| IFK Fjärås (V. o.)         | 4–5                          | FC Trollhättan (III. o.)   |
| Sirius (III. o.)           | 4–1                          | Väsby United (III. o.)     |
| Stångenäs AIS (VI. o.)     | 0–1                          | Örgryte IS (III. o.)       |
| Karlslunds IF (V. o.)      | 3–3 (h.u.) (11-esekkel: 7–6) | Skövde AIK (III. o.)       |
| Sandvikens IF (IV. o.)     | 2–3                          | Västerås SK (IV. o.)       |
| Sandareds IF (V. o.)       | 0–4                          | Jönköpings Södra (II. o.)  |
| IFK Hässleholm (V. o.)     | 1–5                          | Östers IF (II. o.)         |
| Friska Viljor (V. o.)      | 1–6                          | Östersunds FK (IV. o.)     |
| Alingsås IF (V. o.)        | 1–5                          | Torslanda IK (IV. o.)      |
| Skellefteå FF (IV. o.)     | 0–5                          | IFK Luleå (III. o.)        |

## 2. forduló
Az előző kör 24 győztes csapatához ebben a fordulóban csatlakozott a 2010-es másodosztályú pontvadászat 3–8. helyezett csapata, illetve a 2010-es élvonalbeli labdarúgó-bajnokság két kiesője. A mérkőzéseket 2011. április 6-a és április 27-e között rendezték. A továbbjutásról egy mérkőzés döntött. Amennyiben a rendes játékidő döntetlennel ért véget, úgy 2 x 15 perces hosszabbítást, majd büntetőpárbajokat rendeztek.
| 1. csapat                  | Eredmény   | 2. csapat                    |
| -------------------------- | ---------- | ---------------------------- |
| BKV Norrtälje (IV. o.)     | 1–0        | Hammarby (II. o.)            |
| Oskarshamns AIK (V. o.)    | 1–2        | IFK Värnamo (II. o.)         |
| FC Trollhättan (III. o.)   | 2–0        | Degerfors IF (II. o.)        |
| Limhamn Bunkeflo (III. o.) | 3–2        | Ängelholms FF (II. o.)       |
| Torslanda IK (IV. o.)      | 0–3        | Ljungskile SK (II. o.)       |
| IFK Luleå (III. o.)        | 1–0        | Assyriska (II. o.)           |
| Östersunds FK (IV. o.)     | 0–3        | GIF Sundsvall (II. o.)       |
| Örgryte IS (III. o.)       | 0–3        | Falkenbergs FF (II. o.)      |
| Lindome GIF (IV. o.)       | 1–3        | Jönköpings Södra IF (II. o.) |
| Karlstad BK (III. o.)      | 1–0        | Västerås SK (II. o.)         |
| Akropolis (III. o.)        | 1–4        | Brommapojkarna (II. o.)      |
| Enskede IK (IV. o.)        | 3–4        | Vasalunds IF (III. o.)       |
| Sirius (III. o.)           | 4–2 (h.u.) | Brage (II. o.)               |
| Lunds BK (III. o.)         | 0–1        | Landskrona BoIS (II. o.)     |
| Karlslunds IF (V. o.)      | 0–4        | Åtvidabergs FF (II. o.)      |
| Älmhults IF (V. o.)        | 0–2        | Östers IF (II. o.)           |

## 3. forduló
Az előző kör 16 győztes csapatához ebben a fordulóban csatlakozott a 2011-es élvonalbeli pontvadászat mezőnye. A mérkőzéseket 2011. május 10-e és május 18-a között rendezték. A továbbjutásról egy mérkőzés döntött. Amennyiben a rendes játékidő döntetlennel ért véget, úgy 2 x 15 perces hosszabbítást, majd büntetőpárbajokat rendeztek.
| 1. csapat                  | Eredmény                     | 2. csapat       |
| -------------------------- | ---------------------------- | --------------- |
| Åtvidabergs FF (II. o.)    | 3–0                          | AIK             |
| IFK Luleå (III. o.)        | 1–2                          | Djurgården      |
| Östers IF (II. o.)         | 0–0 (h.u.) (11-esekkel: 4–2) | Häcken          |
| Vasalunds IF (III. o.)     | 2–1                          | Mjällby         |
| Sirius (III. o.)           | 0–1                          | Kalmar FF       |
| Falkenbergs FF (II. o.)    | 0–0 (h.u.) (11-esekkel: 4–2) | Syrianska       |
| Ljungskile SK (II. o.)     | 2–2 (h.u.) (11-esekkel: 2–4) | Örebro SK       |
| Jönköpings Södra (II. o.)  | 0–4                          | Malmö FF        |
| Limhamn Bunkeflo (III. o.) | 2–6                          | IFK Göteborg    |
| GIF Sundsvall (II. o.)     | 2–3 (h.u.)                   | GAIS            |
| FC Trollhättan (III. o.)   | 1–2                          | Trelleborgs FF  |
| Brommapojkarna (II. o.)    | 3–1                          | Gefle           |
| IFK Värnamo (II. o.)       | 0–1                          | Elfsborg        |
| Landskrona BoIS (II. o.)   | 2–4 (h.u.)                   | Helsingborgs IF |
| BKV Norrtälje (IV. o.)     | 3–4                          | IFK Norrköping  |
| Karlstad BK (III. o.)      | 1–4                          | Halmstads BK    |

## Nyolcaddöntők
A 3. forduló 16 győztes csapata jutott be a nyolcaddöntőbe. A mérkőzéseket 2011. május 29-én rendezték. A továbbjutásról egy mérkőzés döntött. Amennyiben a rendes játékidő döntetlennel ért véget, úgy 2 x 15 perces hosszabbítást, majd büntetőpárbajokat rendeztek.
| 1. csapat               | Eredmény                     | 2. csapat               |
| ----------------------- | ---------------------------- | ----------------------- |
| Vasalunds IF (III. o.)  | 0–0 (h.u.) (11-esekkel: 4–5) | Falkenbergs FF (II. o.) |
| Elfsborg                | 3–1                          | Brommapojkarna (II. o.) |
| IFK Norrköping          | 0–2                          | Kalmar FF               |
| Åtvidabergs FF (II. o.) | 2–1                          | Östers IF (II. o.)      |
| Helsingborgs IF         | 2–1                          | Trelleborgs FF          |
| Örebro SK               | 1–0                          | GAIS                    |
| Halmstads BK            | 0–3                          | Malmö FF                |
| IFK Göteborg            | 1–0                          | Djurgården              |

## Negyeddöntők
Az előző kör nyolc győztes csapata jutott be a negyeddöntőbe. A továbbjutásról egy mérkőzés döntött. Amennyiben a rendes játékidő döntetlennel ért véget, úgy 2 x 15 perces hosszabbítást, majd büntetőpárbajokat rendeztek.
| 1. csapat               | Eredmény                     | 2. csapat    |
| ----------------------- | ---------------------------- | ------------ |
| Kalmar FF               | 1–1 (h.u.) (11-esekkel: 4–3) | Malmö FF     |
| Åtvidabergs FF (II. o.) | 0–3                          | Örebro SK    |
| Helsingborgs IF         | –                            | Elfsborg     |
| Falkenbergs FF (II. o.) | 2–3                          | IFK Göteborg |

## Lásd még
- 2011-es svéd labdarúgó-bajnokság (első osztály)

## Külső hivatkozások
- Hivatalos oldal (svédül)
- Eredmények a Soccerwayen (angolul)